# Damernas C-1 200 meter i kanotsport vid olympiska sommarspelen 2020
Damernas C-1 200 meter vid olympiska sommarspelen 2020 hölls mellan 4 och 5 augusti 2021 på Sea Forest Waterway i Tokyo.
Det var första gången grenen fanns med vid sommar-OS och den ersatte herrarnas C-1 200 meter då OS gick mot att bli mer jämställt. Grenen är en tävling i enmanskanadensare (C1) på en distans över 200 meter.

## Resultat

### Försöksheat
De två högst placerade gick direkt vidare till semifinal medan övriga gick till kvartsfinal.
| Placering | Bana | Kanotist         | Land       | Tid    | Noteringar |
| --------- | ---- | ---------------- | ---------- | ------ | ---------- |
| 1         | 3    | Ljudmyla Luzan   | Ukraina    | 45,571 | SF         |
| 2         | 6    | Lin Wenjun       | Kina       | 46,449 | SF         |
| 3         | 2    | Antía Jácome     | Spanien    | 46,691 | QF         |
| 4         | 5    | María Mailliard  | Chile      | 47,557 | QF         |
| 5         | 4    | Irina Andreeva   | ROC        | 48,192 | QF         |
| 6         | 1    | Nilufar Zokirova | Uzbekistan | 49,686 | QF         |
| 7         | 7    | Manaka Kubota    | Japan      | 50,608 | QF         |

| Placering | Bana | Kanotist                | Land       | Tid    | Noteringar |
| --------- | ---- | ----------------------- | ---------- | ------ | ---------- |
| 1         | 5    | Nevin Harrison          | USA        | 44,938 | SF         |
| 2         | 3    | Katherin Nuevo Segura   | Kuba       | 46,533 | SF         |
| 3         | 1    | Virág Balla             | Ungern     | 46,852 | QF         |
| 4         | 4    | Anastasiia Chetverikova | Ukraina    | 47,472 | QF         |
| 5         | 7    | Bernadette Wallace      | Australien | 48,209 | QF         |
| 6         | 2    | Margarita Torlopova     | Kazakstan  | 49,721 | QF         |
| 7         | 6    | Maria Olărașu           | Moldavien  | 50,607 | QF         |

| Placering | Bana | Kanotist                  | Land           | Tid    | Noteringar |
| --------- | ---- | ------------------------- | -------------- | ------ | ---------- |
| 1         | 3    | Katie Vincent             | Kanada         | 46,391 | SF         |
| 2         | 5    | Yarisleidis Cirilo Duboys | Kuba           | 47,267 | SF         |
| 3         | 1    | Ayomide Emmanuel Bello    | Nigeria        | 47,539 | QF         |
| 4         | 4    | Katie Reid                | Storbritannien | 47,876 | QF         |
| 5         | 6    | Orasa Thiangkathok        | Thailand       | 48,262 | QF         |
| 6         | 2    | Josephine Bulmer          | Australien     | 53,354 | QF         |

| Placering | Bana | Kanotist                  | Land       | Tid    | Noteringar |
| --------- | ---- | ------------------------- | ---------- | ------ | ---------- |
| 1         | 2    | Laurence Vincent-Lapointe | Kanada     | 45,408 | SF         |
| 2         | 5    | Olesia Romasenko          | ROC        | 46,126 | SF         |
| 3         | 4    | Alena Nazdrova            | Belarus    | 46,731 | QF         |
| 4         | 3    | Lisa Jahn                 | Tyskland   | 47,439 | QF         |
| 5         | 1    | Dilnoza Rakhmatova        | Uzbekistan | 47,716 | QF         |
| 6         | 6    | Teruko Kiriake            | Japan      | 50,326 | QF         |

#### Heat 5
| Placering | Bana | Kanotist            | Land      | Tid    | Noteringar |
| --------- | ---- | ------------------- | --------- | ------ | ---------- |
| 1         | 5    | Dorota Borowska     | Polen     | 47,655 | SF         |
| 2         | 6    | Kincső Takács       | Ungern    | 47,977 | SF         |
| 3         | 1    | Daniela Cociu       | Moldavien | 48,338 | QF         |
| 4         | 3    | Staniliya Stamenova | Bulgarien | 48,477 | QF         |
| 5         | 2    | Sophie Koch         | Tyskland  | 48,601 | QF         |
| 6         | 4    | Vanesa Tot          | Kroatien  | 49,280 | QF         |

### Kvartsfinaler
De två högst placerade gick vidare till semifinal medan övriga blev utslagna.
| Placering | Bana | Kanotist                | Land       | Tid    | Noteringar |
| --------- | ---- | ----------------------- | ---------- | ------ | ---------- |
| 1         | 6    | Antía Jácome            | Spanien    | 45,668 | SF         |
| 2         | 3    | María Mailliard         | Chile      | 46,122 | SF         |
| 3         | 4    | Anastasiia Chetverikova | Ukraina    | 46,509 |            |
| 4         | 7    | Bernadette Wallace      | Australien | 48,330 |            |
| 5         | 2    | Orasa Thiangkathok      | Thailand   | 48,559 |            |
| 6         | 8    | Nilufar Zokirova        | Uzbekistan | 48,995 |            |
| 7         | 9    | Maria Olărașu           | Moldavien  | 49,002 |            |
| 8         | 1    | Teruko Kiriake          | Japan      | 49,413 |            |

| Placering | Bana | Kanotist            | Land           | Tid    | Noteringar |
| --------- | ---- | ------------------- | -------------- | ------ | ---------- |
| 1         | 5    | Virág Balla         | Ungern         | 46,218 | SF         |
| 2         | 6    | Irina Andreeva      | ROC            | 46,637 | SF         |
| 3         | 2    | Dilnoza Rakhmatova  | Uzbekistan     | 46,645 |            |
| 4         | 3    | Katie Reid          | Storbritannien | 47,821 |            |
| 5         | 1    | Vanesa Tot          | Kroatien       | 48,375 |            |
| 6         | 4    | Daniela Cociu       | Moldavien      | 48,594 |            |
| 7         | 6    | Margarita Torlopova | Kazakstan      | 49,051 |            |

#### Kvartsfinal 3
| Placering | Bana | Kanotist               | Land       | Tid    | Noteringar |
| --------- | ---- | ---------------------- | ---------- | ------ | ---------- |
| 1         | 4    | Alena Nazdrova         | Belarus    | 46,950 | SF         |
| 2         | 6    | Lisa Jahn              | Tyskland   | 47,049 | SF         |
| 3         | 5    | Ayomide Emmanuel Bello | Nigeria    | 47,326 |            |
| 4         | 2    | Sophie Koch            | Tyskland   | 48,891 |            |
| 5         | 3    | Staniliya Stamenova    | Bulgarien  | 48,939 |            |
| 6         | 1    | Manaka Kubota          | Japan      | 49,769 |            |
| 7         | 7    | Josephine Bulmer       | Australien | 51,474 |            |

### Semifinaler
De fyra högst placerade gick vidare till A-finalen medan övriga gick till B-finalen.
| Placering | Bana | Kanotist              | Land     | Tid    | Noteringar |
| --------- | ---- | --------------------- | -------- | ------ | ---------- |
| 1         | 5    | Ljudmyla Luzan        | Ukraina  | 47,339 | FA         |
| 2         | 2    | Olesia Romasenko      | ROC      | 47,368 | FA         |
| 3         | 4    | Katie Vincent         | Kanada   | 47,604 | FA         |
| 4         | 3    | Dorota Borowska       | Polen    | 47,703 | FA         |
| 5         | 1    | María Mailliard       | Chile    | 48,198 | FB         |
| 6         | 7    | Virág Balla           | Ungern   | 48,257 | FB         |
| 7         | 8    | Lisa Jahn             | Tyskland | 49,136 | FB         |
| 8         | 6    | Katherin Nuevo Segura | Kuba     | 49,242 | FB         |

| Placering | Bana | Kanotist                  | Land    | Tid    | Noteringar |
| --------- | ---- | ------------------------- | ------- | ------ | ---------- |
| 1         | 4    | Nevin Harrison            | USA     | 46,697 | FA         |
| 2         | 3    | Lin Wenjun                | Kina    | 47,161 | FA         |
| 3         | 5    | Laurence Vincent-Lapointe | Kanada  | 47,294 | FA         |
| 4         | 7    | Antía Jácome              | Spanien | 47,414 | FA         |
| 5         | 1    | Alena Nazdrova            | Belarus | 48,120 | FB         |
| 6         | 6    | Yarisleidis Cirilo Duboys | Kuba    | 48,375 | FB         |
| 7         | 8    | Irina Andreeva            | ROC     | 49,147 | FB         |
| 8         | 2    | Kincső Takács             | Ungern  | 49,178 | FB         |

### Finaler
| Placering | Bana | Kanotist                  | Land    | Tid    | Noteringar |
| --------- | ---- | ------------------------- | ------- | ------ | ---------- |
| 1         | 4    | Nevin Harrison            | USA     | 45,932 |            |
| 2         | 2    | Laurence Vincent-Lapointe | Kanada  | 46,786 |            |
| 3         | 5    | Ljudmyla Luzan            | Ukraina | 47,034 |            |
| 4         | 1    | Dorota Borowska           | Polen   | 47,116 |            |
| 5         | 8    | Antía Jácome              | Spanien | 47,226 |            |
| 6         | 6    | Lin Wenjun                | Kina    | 47,608 |            |
| 7         | 3    | Olesia Romasenko          | ROC     | 47,777 |            |
| 8         | 7    | Katie Vincent             | Kanada  | 47,834 |            |

| Placering | Bana | Kanotist                  | Land     | Tid    | Noteringar |
| --------- | ---- | ------------------------- | -------- | ------ | ---------- |
| 9         | 3    | Virág Balla               | Ungern   | 47,560 |            |
| 10        | 5    | María Mailliard           | Chile    | 47,610 |            |
| 11        | 4    | Alena Nazdrova            | Belarus  | 48,085 |            |
| 12        | 6    | Yarisleidis Cirilo Duboys | Kuba     | 48,582 |            |
| 13        | 7    | Lisa Jahn                 | Tyskland | 48,798 |            |
| 14        | 8    | Kincső Takács             | Ungern   | 48,921 |            |
| 15        | 2    | Irina Andreeva            | ROC      | 48,930 |            |
| 16        | 1    | Katherin Nuevo Segura     | Kuba     | 49,024 |            |